# Leideneck
Das Dorf Leideneck liegt inmitten der Mittelgebirgslandschaft des Hunsrück in der Verbandsgemeinde Kastellaun im Rhein-Hunsrück-Kreis, Rheinland-Pfalz.

## Geographie
Leideneck liegt in der Quellmulde des Mörsdorfer Bachs auf der Hunsrückhochfläche, 460 m ü. NHN, zwei Kilometer westlich der Bundesstraße 327, der Hunsrückhöhenstraße, von der es über Kreisstraßen erreicht werden kann.

### Nachbarorte
| Reidenhausen | Mastershausen                               | Krastel und Wohnroth    |
| Blankenrath  | Kompassrose, die auf Nachbargemeinden zeigt | Völkenroth und Hundheim |
| Löffelscheid | Kappel                                      | Wüschheim               |

## Geschichte
Leideneck wird im Jahr 1220 in einer Bestandsaufnahme, dem Liber annalium des Erzbistums Trier genannt. Um das Jahr 1310, nach neueren Erkenntnissen des Landeshauptarchiv Koblenz wohl 1330–1335, wird der Ort unter dem Namen Leydenheck im Sponheimischen Gefälleregister der Grafschaft Sponheim erwähnt.
Leideneck gehörte bis zum Ende des 18. Jahrhunderts zur Hinteren Grafschaft Sponheim. Der Ort war namensgebend für einen Verwaltungs- und Gerichtsbezirk, der „Leidenecker Pflege“ genannt wurde, zu dem auch die Nachbardörfer Krastel und Völkenroth gehörten. Unter Pflege war ein Verwaltungs- und Gerichtsbezirk zu verstehen, dem ein Pfleger vorstand. Die Leidenecker Pflege war dem Amt Kastellaun unterstellt, das nach der letzten Aufteilung im Jahr 1778 dem Herzog von Pfalz-Zweibrücken gehörte.
Im Jahr 1794 wurde das Linke Rheinufer von französischen Revolutionstruppen eingenommen. Von 1798 bis 1814 gehörte Leideneck zum Kanton Kastellaun im Saardepartement. Aufgrund der Beschlüsse auf dem Wiener Kongress kam die Region und damit auch Leideneck 1815 zum Königreich Preußen. Unter der preußischen Verwaltung wurde die Gemeinde Leideneck 1816 der Bürgermeisterei Kastellaun im neu errichteten Kreis Simmern zugeordnet, der von 1822 an zur Rheinprovinz gehörte.
An Stelle der 1972 aufgelösten evangelischen Volksschule wurde 1974 ein kommunales Gemeindehaus erbaut.
Mit der Kommunalreform in Rheinland-Pfalz erfolgte mit Wirkung vom 17. März 1974 die Zuordnung der bis dahin selbständigen politischen Gemeinde zur Ortsgemeinde Bell und zur Verbandsgemeinde Kastellaun.

## Kirche
Die Leidenecker sind überwiegend evangelischer Konfession. 1784 gab es 31 lutherische Haushalte und 10 katholische, 1850: 43 und 4. 1850 lösten sich die Evangelischen von Bell und bildeten in Leideneck eine eigene Kirchengemeinde. Seit 1852 hat Leideneck eine eigene Kirche mit einer Orgel (von 1885) aus der Werkstatt der Gebrüder Oberlinger Windesheim. Die Kirchengemeinde war seit 1854 mit Kappel und ist seit 1976 mit Bell pfarramtlich verbunden.
Die Kirchengemeinde Bell-Leideneck-Uhler bestand seit dem 1. Januar 2016 aus den bisher selbständigen Kirchengemeinden Bell, Leideneck und Uhler, die schon ab 2009 pfarramtlich verbunden waren.
Seit dem 1. Januar 2019 gehört die Kirchengemeinde Bell-Leideneck-Uhler zur evangelischen Kirchengemeinde Zehn Türme. Diese bildete sich aus der Fusion der bis dahin selbstständigen Kirchengemeinden Bell-Leideneck-Uhler, Riegenroth, Gödenroth-Heyweiler-Roth und Horn-Laubach-Bubach.
Die wenigen Katholiken gehören zur Kirchengemeinde Kappel.

## Politik
Politisch wird der Ortsbezirk Leideneck vom Ortsbürgermeister und dem Ortsgemeinderat Bell vertreten, verfügt aber auch über einen eigenen Ortsbeirat und einen Ortsvorsteher. Der Ortsbeirat besteht aus drei Mitgliedern.
Ortsvorsteher ist Reiner Gewehr.

## Wirtschaft
Leideneck war durch kleine landwirtschaftliche Betriebe geprägt. Heute wird Landwirtschaft nur noch im Nebenerwerb betrieben. Auch viele der kleinen neben der Landwirtschaft betriebenen Werkstätten des Handwerks wurden aufgegeben. Am Ortsrand existierte eine aus einer Schreinerei und einem Sägewerk hervorgegangene Holzhausfirma. Nach einer Übernahme wurde sie geschlossen und der Betrieb verlagert. Das Firmengelände wird von einem Zimmereibetrieb und einer Firma die Reifengroßhandel betreibt genutzt. Im Ort selbst gibt es eine Kfz-Werkstatt sowie ein Gasthaus. Die übrigen Erwerbstätigen pendeln zu Arbeitsstätten in zum Teil weit entfernten Orten.

### Großbrände
Am Ostermontag, dem 8. April 1985, brannten drei Wirtschaftsgebäude in der Ortslage. Beim Einsatz mit circa 100 Feuerwehrleuten konnte nicht verhindert werden, dass zwei Scheunen bis auf die Grundmauern niederbrannten, eine dritte ausbrannte und dadurch abbruchreif beschädigt wurde.
Beträchtlicher Schaden entstand am 7. August 1991 bei einem weiteren Großbrand in einer ehemaligen Möbelfabrik. Rund 90 Feuerwehrleute benötigten über eine Stunde, um den Brand unter Kontrolle zu bringen. Arg in Mitleidenschaft gezogen wurde dabei auch ein angrenzendes Wohngebäude. Durch Hitze und Löschwasser wurde das Haus unbewohnbar. Die Bewohner des Hauses, eine Familie mit zwei kleinen Kindern sowie eine Mitbewohnerin, fanden bei Verwandten ein Notquartier.
In den frühen Morgenstunden des 26. Februar 1992 brannte das Werkstattgebäude der ortsansässigen Holzhausbaufirma. Dabei brannte eine 32 m mal 10 m große Halle völlig nieder und es entstand ein Millionenschaden.

## Vereine
Es gibt ein reges Vereinsleben im Ort. Die Freiwillige Feuerwehr hat in den Jahren 2003/2004 weitgehend in Eigenleistung ein modernes Feuerwehrhaus errichtet. Der Tischtennisverein hatte im Jahr 2016 circa 70 aktive Mitglieder. Die Jugend ist auch auf Landesebene sehr erfolgreich. Der Schachverein heißt Gambit. Die Landfrauen bemühen sich auch um die Senioren. Die evangelische Frauenhilfe feierte 2007 ihr 75-jähriges Jubiläum.
Vier Männer aus Leideneck haben als Die Mühlengeister die Untere Mühle von den ehemals drei Leidenecker Mühlen wieder funktionsfähig aufgebaut, sie erstand als Modell 1:4.

## Tourismus
Das Mühlental bietet Möglichkeiten zum Wandern bis zum Flaumbach und dann weiter bis Treis an der Mosel.